# Ian Flannon Taylor
Ian Flannon Taylor é um músico estado-unidense de Palm Desert, Califórnia. Taylor atualmente toca guitarra no Mondo Generator e anteriormente foi o líder da banda de skate punk de San Diego, Furious IV. Taylor é dono de uma empresa de carpintaria chamada Taylor Design And Build, que se especializa em cenários para teatros e atrações de televisão.